# Shelby Lynne
Shelby Lynne (pseudonimo di Shelby Lynn Moorer) (Quantico, 22 ottobre 1968) è una cantante statunitense, vincitrice del Grammy Award al miglior artista esordiente nel 2001.

## Biografia

### Gli esordi
Fa le sue prime esperienze nel mondo della musica appena diciottenne, cantando nei pianobar per sostenere economicamente se stessa e la sorella dopo l'uccisione, da parte del padre, di sua madre, e dopo il suicidio dello stesso. Successivamente, nel 1988, firmò un contratto con la casa discografica Epic Records, che le permise di iniziare una carriera musicale da professionista.
Il suo primo lavoro fu un duetto con il cantante George Jones per la canzone If I Could Bottle This Up, che riscosse un certo successo negli Stati Uniti. Subito dopo questa esperienza si mise al lavoro per il primo album, intitolato Sunrise e pubblicato nel 1989 grazie alla collaborazione di Billy Sherrill per la sua produzione; successivamente pubblicò altri due album, Tough All Over del 1990 e Soft Talk del 1991, che non ebbero un buon riscontro di vendite e che furono accompagnati da diversi singoli di genere country, genere che caratterizzava tutta la produzione di quel periodo della cantante, che ugualmente non ebbero particolari riscontri nelle classifiche. Tuttavia, nel 1990 vinse l'ACM come miglior cantante femminile.
Anche a causa dei risultati non gratificanti, nel 1993 la cantante lasciò l'etichetta per approdare alla più piccola Morgan Creek, che produsse per lei l'album Temptation, di genere più orientato verso il western swing e il big band jazz a discapito del country. Tuttavia, rimase l'unico album della Lynne ad essere prodotto da questa etichetta, poiché rescisse il contratto in favore di un altro con la Magnatone Records, che pubblicò per lei l'album Restless, nuovamente orientato verso il country. Dopo l'ennesimo insuccesso in classifica, la Lynne sparì per qualche anno dalle scene musicali.

### Il successo
Tornò a incidere solamente nel 1999 per le etichette Mercury e Island l'album I Am Shelby Lynne, sempre di genere country ma più orientato verso le contemporanee sonorità R&B, che riscosse un particolare successi sia in Regno Unito che negli Stati Uniti e che le valse la vittoria del Grammy Award al miglior artista esordiente nel 2001, a dispetto del fatto che la Lynne, seppure con scarsi risultati, aveva già alle spalle dieci anni di carriera e ben cinque album.
Successivamente alla vittoria del Grammy, la cantante ha continuato a incidere dischi, passando dalla Island alla Capitol fino alla Lost Highway Records; Love, Shelby (2001, Island Records), Identity Crisis (2003, Capitol Records), Suit Yourself (2005, Capitol Records) e Just a Little Lovin' (2008, Lost Highway Records), quest'ultimo un album-tributo a Dusty Springfield.
Dopo la vittoria del Grammy ha inoltre realizzato alcuni duetti, come per esempio quello con l'esordiente Raul Malo in Takes Two To Tango, brano contenuto nel suo album d'esordio Today, e ha recitato nel 2005 nel film biografico di Johnny Cash Quando l'amore brucia l'anima nel ruolo di Carrie Cash.
Ha inoltre realizzato i cori per l'album Join the Parade di Marc Cohn del 2007 e nello stesso anno ha partecipato all'album raccolta Forever Cool, in cui gli artisti delle etichette Capitol e EMI duettavano, duettano per l'appunto con Dean Martin.

## Discografia

### Album
- 1989 - Sunrise
- 1990 - Tough All Over
- 1991 - Soft Talk
- 1993 - Temptation
- 1995 - Restless
- 1999 - I Am Shelby Lynne
- 2001 - Love, Shelby
- 2003 - Identity Crisis
- 2005 - Suit Yourself
- 2008 - Just a Little Lovin'
- 2010 - Tears, Lies and Alibis
- 2011 - Revelation Road
- 2015 - I Can't Imagine
- 2017 - Not Dark Yet (con Allison Moorer)

### Raccolte
- 2000 - This Is Shelby Lynne: The Best of the Epic Years
- 2000 - Epic Recordings
- 2006 - The Definitive Collection

### Singoli
- 1989 - Under Your Spell Again
- 1989 - Hurtin' Side
- 1989 - Little Bits and Pieces
- 1990 - I'll Lie Myself to Sleep
- 1990 - Things Are Tough All Over
- 1991 - What About the Love We Made
- 1991 - The Very First Lasting Love (con Les Taylor)
- 1991 - Don't Cross Your Heart
- 1993 - Feelin' Kind of Lonely Tonight
- 1993 - Tell Me I'm Crazy
- 1995 - Slow Me Down
- 1995 - I'm Not the One
- 1996 - Another Chance at Love
- 2000 - Leavin'
- 2000 - Gotta Get Back
- 2001 - Killin' Kind
- 2002 - Wall in Your Heart
- 2003 - Telephone
- 2003 - Lonesome
- 2005 - I Won't Die Alone
- 2005 - Go with It
- 2007 - Anyone Who Had a Heart